# Бланко (певец)
Бланко (на италиански: Blanco), псевдоним на Рикардо Фабрикони (на италиански: Riccardo Fabbriconi; * 10 февруари 2003 в Калваджезе дела Ривиера, Италия) е италиански певец и автор на песни.
Става известен през 2021 г. с хитовете La canzone nostra („Нашата песен“) и Mi fai impazzire („Караш ме да полудявам“), които достигат върха на италианската класация Топ Сингли. По-късно издава първия си албум Blu celeste, който става тройно платинен за продажби и е воден от синглите Notti in bianco („Беззсънни нощи), Paraocchi („Наочници“) и едноименната песен „Небесно синьо“.
През 2022 г. печели 72-рия Фестивал на италианската песен в Санремо с песента Brividi („Тръпки“) в дует с Мамуд – песента влиза в класациите на различни страни и с нея Бланко представя Италия на Песенния конкурс Евровизия 2022 в Торино, завършвайки на 6-то място.

## Биография и кариера
Роден в малкото северноиталианско градче Калваджезе дела Ривиера от баща от Рим и майка от Ломбардия, Фабрикони прекарва по-голямата част от детството си между родния си град, Бреша и Дезенцано дел Гарда, където ходи на училище.</ref> Като дете слуша Лучо Батисти, Лучо Дала и Пино Даниеле благодарение на баща си, както и радио поп музика. Като юноша се доближава до света на хип-хопа.

### АлбумBlu celesteи комерсиален успех (2020 – 2022)
През юни 2020 г. издава EP-то си Quarantine Paranoid в „Саундклауд“, с който е забелязан от лейбъла Юнивърсъл Мюзик, който му предлага договор. Следва дебютният му сингъл Belladonna (Adieu). През юли излиза Notti in bianco („Беззсънни нощи“), който става първият му хит през лятото на 2021 г., достигайки 2-ро място в италианската класация за сингли.
На 8 януари 2021 г. се появява сингълът La canzone nostra („Нашата песен“), по който работи заедно с продуцента Мейс и рапъра Салмо. Той е много успешен и окупира върха в Италия, негова първа номер 1 песен. Впоследствие достига пет пъти платинен статус за продадени над 350 хил. бройки.
На 25 февруари 2021 г. излиза сингълът Paraocchi („Наочници“), който също влиза в десетката на Италия. На 18 юни 2021 г. излиза сингълът Mi fai impazzire („Караш ме да полудявам“), в който участва рапърът Сфера Ебаста. Песента се изкачва на върха в Италия и се задържа там в продължение на осем поредни седмици, достигайки шест пъти платинен статус с 420 хил. продадени бройки.
На 10 септември 2021 г. изпълнителят издава дебютния си албум Blu celeste, съдържащ девет неиздавани парчета, както и вече издадените сингли Notti in bianco, Ladro di fiori и Paraocchi. Дискът, който дебютира директно на върха в Италианската класация за албуми, получава златен статус от ФИМИ една седмица по-късно за над 25 хил. продадени бройки, а през следващата седмица става платинен. В същото време едноименният сингъл Blu celeste превзема върха при синглите, а певецът окупира цялата десетка с песните от новия си албум; нещо повече – всичките дванадесет парчета от албума му успяват едновременно да попаднат в топ 100 на Италия. През ноември 2021 г. като промоционален сингъл излиза Finché non mi seppelliscono („Докато не ме погребат“).

### Победа в Санремо и Евровизия (2022)
През февруари 2022 г. участва в ежегодния Фестивал на италианската песен в Санремо в дует с Мамуд, с когото изпълнява любовната песен Brividi („Тръпки“). Тя печели конкурса и е избрана да представя Италия на Песенния конкурс Евровизия 2022 в Торино. Критиката изтъква факта, че за първи път в историята на фестивала темата за хомосексуалната любов е поставена на равна нога с тази за хетеросексуалната. Със своите над 3,3 милиона стрийма в рамките на 24 часа парчето поставя рекорд за песента с най-голям брой стриймвания за ден в „Спотифай“ в Италия. То също така дебютира на първо място в италианската класация само три дни след излизането си. В Глобал 200 от 19 февруари 2022 г., който каталогизира най-теглените и слушани песни в световен мащаб според Билборд, сингълът е позициониран на 15-та позиция спрямо 141 предходната седмица.
На следващия 18 април Бланко изпълнява на площад Свети Петър, избран от Италианската епископска конференция (CEI) да представи срещата на папа Франциск – повод, в който той предлага парчето Blu Celeste, придружен от Микеланджело. В дните преди изложението изборът наБланко е критикуван от епископа на Вентимиля, който смята, че посланието на певицата, е „неподходящо за католически контекст“; но през същите дни ръководителят на CEI отговаря на недоумението, повтаряйки причините за решението Бланко да бъде поканен на събитието.
На финала на Песенния конкурс Евровизия 2020 г. през май Мамуд и Бланко завърват 6-ти от 25 участници в крайното класиране с общо 268 точки.

### Нови проекти (2022 – )
На 3 юни 2022 г. излиза Nostalgia, продуциран от Микеланджело – сингъл, с който Бланко постига своето 14-о влизане в челната десетка в Топ синглите на Италия.
На 27 януари 2023 г. излиза сингълът му L'isola delle rose („Островът на розите“). На 7 февруари 2023 г. той гостува на първата вечер на Фестивала в Санремо и след като пее заедно с Мамуд Brividi – песента-победител от предишното издание, представя новия си сингъл на живо за първи път. Въпреки това поради технически проблеми Бланко не успява да изпее песента и по средата на изпълнението започва да унищожава флоралните аранжировки от рози на сцената; жестът е широко освиркван от публиката и на следващия ден певецът се извинява в социалните мрежи.

### АлбумInnamorato(2023)
На 27 януари 2023 г. Бланко се завръща на сцената със сингъла L'isola delle rose („Островът на розите“), представен на живо две седмици по-късно на Фестивала в Санремо. Сътрудничеството с Мина, резултат от сингъла Un crumbiolo di allegria („Трошица веселие“) заедно с предишния сингъл задвижва втория албум с неиздавани песни Innamorato („Влюбен“), издаден на 14 април. Това е вторият LP на изпълнителя, който дебютира на върха на класацията за албуми на FIMI и поставя всички съдържащи се в него песни в Топ сингли; в същото време Un briciolo di allegria, сертифициран двойно платинен, става неговият пети номер едно в Италия. Излиза и Bon ton – сингъл на продуцента Дрилионер в сътрудничество с Лаца, Сфера Ебаста и Микеланджело, и стига до номер 1.
На 4 юли 2023 г., като част от турнето Innamorato stadi, Бланко става най-младият изпълнител, свирил на Олимпийския стадион.
На 31 октомври 2023 г. е обявен „Bruciasse il cielo“ – документален филм, фокусиран върху певеца, пуснат на 9 ноември в стрийминг платформата Прайм видео.

## Дискография

### Студийни албуми
- 2021 – Blu celeste
- 2023 – Innamorato

## Турнета
- 2022 – Blu celeste tour
- 2023 – Innamorato stadi

## Музикални видеоклипове
- Notti in bianco (2020)
- Ladro di fiori (2020)
- La canzone nostra (2020) с Мейс и Салмо
- Paraocchi (2021)
- Mi fai impazzire (2021) със Сфера Ебаста
- Blu celeste (2021)
- Brividi (2022) с Мамуд
- Nostalgia (2022)
- L'isola delle rose (2023)
- Un briciolo di allegria (2023) с Мина
- Bon Ton (2023) с Дрилионер, Лаца, Сфера Ебаста, Микеланджело
- Bruciasse il cielo (2023)